# Albert Messiah
Pour les articles homonymes, voir Messiah (homonymie).
Albert Messiah (1921-2013) est un physicien et résistant français. Il est ancien élève de l'École polytechnique (X1940), ingénieur au Corps des mines.

## Biographie
Il embarque le 22 juin 1940 à Saint-Jean-de-Luz sur un bateau polonais, le Batory, vers l'Angleterre, rejoignant le général de Gaulle. Il participe à la bataille de Dakar le 23 septembre 1940. De là, il est affecté aux Forces françaises libres en Afrique, puis à la 2e DB en septembre 1944. La section qu'il commande est la première à investir à Berchtesgaden, en 1945, la « résidence d'été » du gouvernement nazi (l'Obersalzberg).
Après la guerre, il reprend ses études en France, puis part à Princeton étudier la mécanique quantique à l'Institute for Advanced Study. Il revient en France et intègre le Commissariat à l'énergie atomique (CEA). Il introduit le premier enseignement valable de mécanique quantique en France, participant au rétablissement d'une communauté de physique théorique en France. Son manuel de mécanique quantique (Dunod 1964) a formé des générations de physiciens et est encore réédité de nos jours.
Il a été le directeur de la physique au CEA et professeur à l'université Pierre-et-Marie-Curie.

## Ouvrages
- Mécanique quantique, Dunod, 1964 ; dernière réédition 1995.

## Décorations
Il est Commandeur de l'Ordre du Mérite, Commandeur des Palmes académiques, officier (3 juillet 1992), puis commandeur (13 juillet 2012) de la Légion d'honneur.